# Sinagoga de Carpentras
La sinagoga de Carpentras, es la más antigua sinagoga francesa activa, fue construida por los judíos comtadinos de Carpentras en 1367.

## Historia
En Comtat, como en Provenza, las comunidades judías tenían un origen muy antiguo, probablemente contemporáneo a la diáspora del siglo I. Los documentos más antiguos que atestiguan esta presencia en el valle del Bajo Ródano datan del siglo X. Los judíos estaban entonces presentes en casi todas las ciudades. Solo a partir del siglo XIII se tomaron medidas de segregación con el uso de una insignia particular, la «espiral».
Si el papado no tomaba medidas contra los judíos, la afluencia de judíos expulsados de Francia causaría cierto malestar popular.
En 1326, Juan XXII, que en 1322 cedió a la presión, los había expulsado. La sinagoga se transformó en una capilla. Probablemente se encontraba en la Rue de la Vieille-Juiverie. El Papa permitió a los judíos residir en el Comtat Venaissin y en Aviñón sin ser molestados y, así, muchos judíos en Francia escaparon de la persecución. El establecimiento del culto al mosaico en la rue de la Muse en Carpentras data del regreso de los judíos en 1343. El culto se organizó por primera vez en una casa alquilada.
La llegada de la peste, en 1348, provocará arrebatos de furia porque se les acusaba de tener una responsabilidad en la propagación. Sin embargo, la despoblación resultante alivió las tensiones.
En 1367, los judíos comtadinos de Carpentras comenzaron a construir la sinagoga. Esta sinagoga debía ocupar la parte central de la actual sinagoga porque no hay documentos que indiquen un traslado. La falta de espacio para construir la sinagoga llevó a un plan original. Cuando el obispo de Carpentras autorizó la reconstrucción de la sinagoga en 1367, fijó las dimensiones del plano que no debía exceder: 10 m de largo, 8 m de ancho y 8 m de alto. En 1396 ya incluía dos habitaciones superpuestas. No es imposible que estas dimensiones fueran ya las de la sinagoga antes de 1322. La sinagoga tenía que permanecer invisible en el paisaje urbano.
Las tensiones resurgieron a mediados del siglo XV cuando la inmigración llenó las lagunas demográficas. Se crearon guetos, llamados carrières(canteras), o carriero en provenzal, que significa calle. La cantera de Carpentras fue demarcada en 1461. La residencia de los judíos en la cantera se hizo entonces obligatoria. La hostilidad creció en el siglo XVI.
En 1569, el Papa Pío V dio la bula Hebraeorum People en la que el Papa ordenó que todos los judíos de ambos sexos dejaran sus propiedades dentro de los tres meses de la publicación de la bula, y en caso de que fueran tomadas, pasarían a ser propiedad de la Iglesia Romana. Solo quedaron cuatro comunidades: Aviñón, Carpentras, Cavaillon y L'Isle-sur-la-Sorgue. Esto condujo a un aumento de la población en las comunidades que se mantuvieron. Sin embargo, el confinamiento en un espacio rigurosamente cerrado planteó problemas de higiene y obligó a la construcción de edificios de gran altura. Algunas casas tenían hasta nueve pisos. La cantera de Carpentras había sido demarcada para unas cincuenta familias. Había 200 en el siglo XVIII. En 1524, la espiral fue reemplazada por un sombrero amarillo para los hombres y una escarapela del mismo color para las mujeres. Solo se les permitían los oficios de prestamista, frigorista y anticuario. Pero rápidamente, con la complicidad de los cristianos con los que estaban en el negocio, pudieron sortear estas limitaciones. En la segunda mitad del siglo XVIII, algunos judíos adinerados obtuvieron permisos para residir en Francia y comenzaron a abandonar la cantera.
Como la población de la «cantera» había crecido de unas 500 personas durante el Renacimiento a casi un millar en vísperas de la Revolución, uno puede imaginar que la comunidad estaba abarrotada y que la antigua sinagoga medieval ya no era suficiente. El aumento del número de judíos hizo necesario ampliar la sinagoga invadiendo el escaso espacio libre de las casas vecinas. Los textos muestran que hubo varias campañas de restauración en el siglo XVII. Testigos de 1740 indican que dos tribunas fueron hechas "desde tiempos inmemoriales" sobre las casas adyacentes a la sala de oración y abiertas por medio de arcadas. La disposición de las habitaciones superpuestas corresponde a la separación entre hombres y mujeres que duró desde el siglo XIII hasta la reconstrucción del siglo XVIII. En 1730-1731, el arquitecto Antoine d'Allemand intervino para renovar la mayor de estas galerías. Sin embargo, ya en 1741, la comunidad estaba insatisfecha con el resultado y comenzó un nuevo trabajo.
Esta ampliación se llevó a cabo en dos etapas; una primera obra fue realizada por el arquitecto Antoine d'Allemand entre 1741-1746. Conocemos el estado de la sinagoga en 1743 porque a petición del obispo de Carpentras, Joseph-Dominique d'Inguimbert, que impugnó la obra, se elaboró un plan. Una segunda fase de trabajo, de 1774 a 1776, dio el aspecto actual de la sala de oración del primer piso. Debido a la falta de espacio, el número de tribunas se incrementó. El desarrollo de pisos más altos es una solución frecuentemente adoptada por las sinagogas de la región de la Comtadina, que a menudo incluyen dos salas de oración superpuestas, la inferior reservada para las mujeres y la superior para los hombres. La decoración interior es una obra maestra del arte religioso rococó del siglo XVIII con sus herrajes italianos.
En 1793, la sinagoga se convirtió en el salón de actos del club revolucionario local. En el otoño de 1794, todos sus muebles fueron retirados y vendidos. Cuando los judíos volvieron a su templo en 1800, encontraron una sala de oración completamente desnuda. Parece muy probable que parte de la decoración pudo ser recuperada y luego rearmada en el curso del siglo XIX. La carpintería destinada a recibir los pergaminos de la Torá fue un regalo de Abraham Alphandéry, fechado en (5)567 (1807-1808) cuando se reanudó el culto. El sistema consistorial unió a los 343 fieles de Carpentras a Marsella. En 1838, el Ministerio concedió créditos para la realización de obras. En 1855, la comunidad compró parte de una casa vecina para establecer una tribuna a la izquierda, frente a la de la derecha. En 1890, el ayuntamiento planea arrasar el barrio gracias a la donación de un industrial marsellés, pero la comunidad se negó.
La sinagoga ofrece, además de las salas anexas que dan testimonio del ritual judío (piscinas litúrgicas, panadería para los panes ácimos, sala de vida comunitaria), una sala de oración tradicional de planta cuadrada, cubierta de madera con una decoración de pilastras dóricas que sostienen un friso de triglifos y metopas.
La fachada actual data de 1909.
Esta sinagoga ha sido clasificada como un monumento histórico desde 1924.
El 650º aniversario de la sinagoga se celebra el 28 de mayo de 2017 en presencia del Gran Rabino de Francia Haïm Korsia y de representantes de los cultos cristiano y musulmán de Carpentras.

## Función
La sinagoga de Carpentras es un verdadero lugar de vida comunitaria. Además de la sala de oración, tiene una mikve (sala de ablución ritual para mujeres) de diez metros de profundidad, una panadería para hornear el pan de Shabat, mientras que el patio interior se utilizaba para la matanza ritual.

## Arquitectura
La actual fachada de 1909, con la excepción de una placa de mármol blanco, sugiere que es un edificio clásico con 2 niveles sobre la planta baja. Está enlucido con piedras vestidas en los marcos. En la planta baja, la única abertura es una enorme puerta de madera.

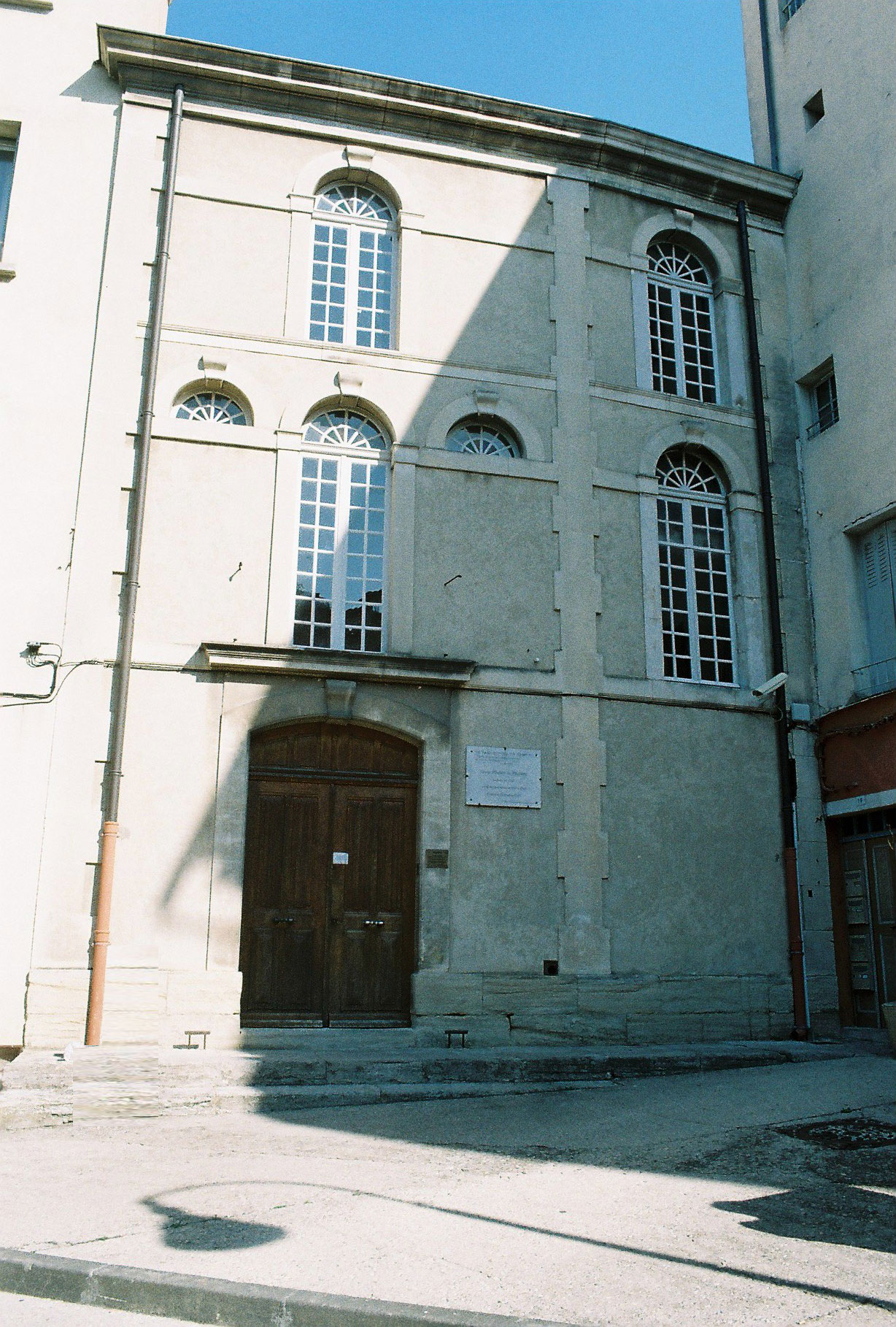
Exterior de la sinagoga.
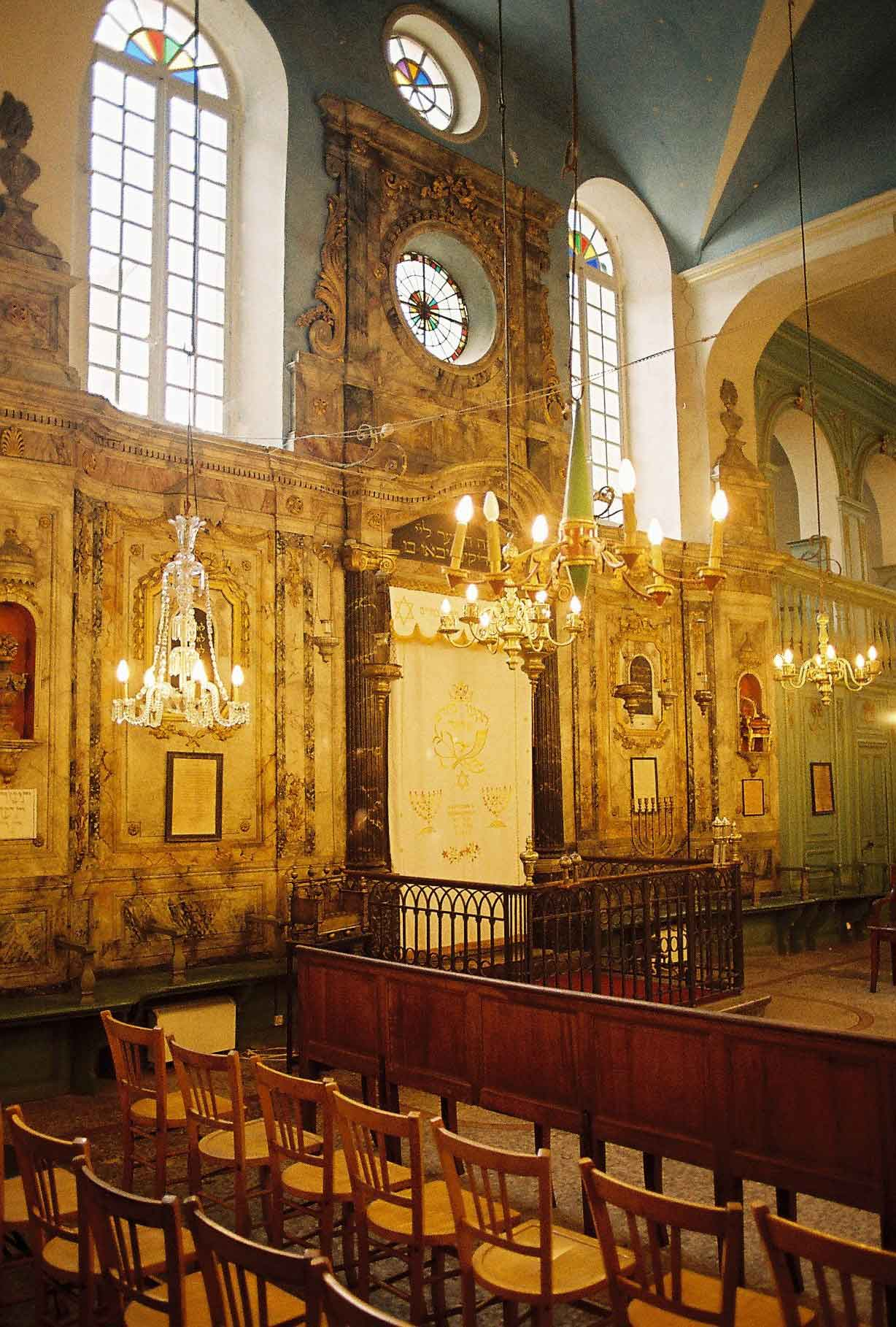
Hejal de la sinagoga con un nicho, a la derecha, llevando la silla del profeta Elías.
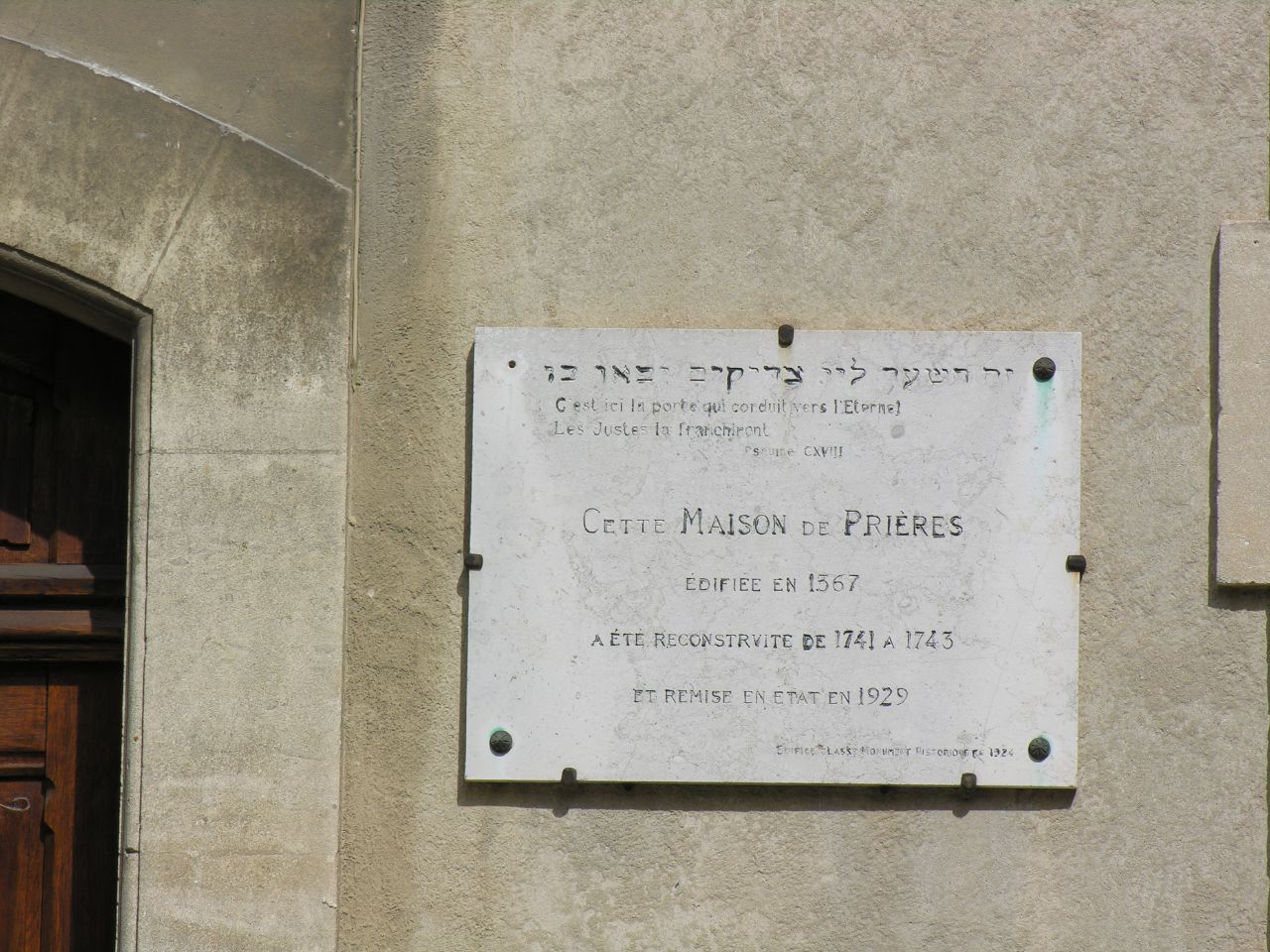
Placa de la sinagoga.

## Los primeros trabajos de conservación-restauración
Cuando la sinagoga fue clasificada como monumento histórico en 1924, el arquitecto de monumentos históricos, Henri Nodet, informó sobre la importancia de los trabajos que se realizarían en los techos de la planta baja y en las dependencias, que habían quedado abandonadas, incluida la mampostería, que se encontraba en un estado precario.
Los limitados medios de que disponía la Asociación Cultural Judía de Carpentras, propietaria del local, solo permitían intervenciones menores durante la primera mitad del siglo, relacionadas con emergencias: en 1936, Henri Nodet reconstruyó la campana del horno para cocer el pan ácimo que se había derrumbado. Reemplazó el pavimento de piedra dislocada del patio junto a la panadería por un suelo impermeable cubierto de azulejos.
La primera gran restauración, dirigida por el arquitecto jefe, Jean Sonnier, se llevó a cabo entre 1955 y 1958, gracias a la generosidad de Louis Schweitzer, un mecenas americano, que ofreció el 50% del fondo del concurso para el rescate de la sinagoga.
Se llevaron a cabo trabajos de conservación y mejora: se revisó la cubierta y se consolidó el marco; se reconstruyó parcialmente la mampostería de las fachadas y se reforzó con inyecciones de lechada. Las juntas y el enlucido se rehacen; los dinteles de madera de los vanos, podridos por la humedad, se reemplazaron por vigas de metal. En el interior, la escalera de acceso a la sala de culto está restaurada. Los techos de la sala del coro y del vestíbulo, profundamente afectados por la filtración de agua, están rehechos en materiales originales: yeso sobre cañas. En estas habitaciones, el arquitecto ha procedido a rellenar las grietas y a aplicar un nuevo yeso. La sala de oración está completamente renovada con un espíritu histórico: su techo recupera su aspecto original, un cielo azul esmaltado con estrellas. Los paneles de madera habían sido cubiertos, probablemente en el siglo pasado, con una pintura marrón que imitaba la madera. Una limpieza que reveló las viejas capas pictóricas, Jean Sonnier decidió restaurar las acuarelas verdes con blanco. Decidió proceder al dDorado los elementos esculpidos que componen la decoración del tabernáculo y las columnas que sostienen la teba.
Además, la presentación de la planta baja está garantizada por la limpieza, algunas consolidaciones y purgas de mampostería, reparaciones de carpintería y cerrajería, así como la iluminación general. Los inesperados desórdenes, ocurridos veinte años después, revelan insospechadas debilidades estructurales y ponen de relieve la importancia de la labor que debe realizarse para detener definitivamente el preocupante proceso de desorganización de la mampostería. En 1979, la asociación Cultuelle Israélite y los servicios de la ciudad de Carpentras observaron un derrumbe de la bóveda que cubría la panadería; en abril de 1981, se derrumbó una parte del techo sobre la sala del coro; ocho meses más tarde, el arquitecto de los Bâtiments de France informó del derrumbe del piso de la sala que formaba el ángulo suroeste del primer piso.
La Dirección Regional de Asuntos Culturales / Conservación Regional de Monumentos Históricos de Aix-en-Provence, encargada de la dirección y el funcionamiento del proyecto, confió un estudio detallado de los desórdenes a Dominique Ronsseray, arquitecto jefe de los monumentos históricos, maestro mayor de obras, para aplicar una «terapia» adaptada a las necesidades del edificio. Entonces el trabajo se decidió y comenzó. Una vez finalizados los trabajos, los socios del proyecto de restauración   empezaron en 1986 a adoptar una política de intervención sistemática con el fin de aportar soluciones duraderas para salvaguardar el monumento.